# Sybil Seely
Sybil Seely   (Los Angeles, 2 de gener de 1902 - Culver City, 26 de juny de 1984) actriu cinematogràfica estatunidenca, a vegades acreditada com Sybie Travilla, com Sibye Trevilla o com Sybie Trevilla.

## Biografia
D'una bellesa i simpatia captivadores, fou descoberta per Mack Sennett quan només tenia setze anys, que la va contractar per formar part de les Bathing Beauties a la seva companyia Keystone. Més tard va aparéixer en diversos curtmetratges protagonitzats per Ford Sterling, Billy Bevan, Ben Turpin i Louise Fazenda, algunes de les principals estrelles de la companyia. Va ser també a la Keystone a on va conèixer Virginia Fox i a Kathryn McGuire, futures col·laboradores de Roscoe Arbuckle i Buster Keaton, respectivament.
Quan Buster Keaton va fundar la seva companyia, Buster Keaton Productions, va coprotagonitzar amb aquest darrer el primer curtmetratge de la nova empresa, One Week, i va ser rebuda per gran part de la crítica com a: "la sensació de l'any en comedia curta". Aquesta va ser, de fet, la pel·lícula que li va donar l'oportunitat de demostrar, per primera vegada, els seus dots d'actriu de comèdia.
Amb Buster Keaton encara va fer quatre curtmetratges més, i poc després va participar en l'únic llargmetratge de la seva curta carrera, A Sailor-Made Man (1921), amb Harold Lloyd. Després d'aquesta pel·lícula va d'abandonar prematurament el cinema per casar-se amb el guionista i periodista Jules G. Furthman.

### Filmografia seleccionada
- Hearts and Flowers (1919) de Eddie F. Cline, amb Ford Sterling
- Married Life (1920) de Erle C. Kenton, amb Ben Turpin
- One Week (1920) de Buster Keaton i Eddie F. Cline
- The Scarecrow (1920) de Buster Keaton i Eddie F. Cline
- Love, Honor and Behave (1920) de F. Richard Jones i Erle C. Kenton
- The Boat (1921) de Buster Keaton i Eddie F. Cline
- A Sailor-Made Man (1921) de Fred C. Newmayer, amb Harold Lloyd